# 1913年3月22日月食
1913年3月22日月食为一次在协调世界时1913年3月22日出現的月全食。該次月食半影食分為2.559、全影食分為1.574。偏食維持了105分，全食維持47分。

## 概述
這次月食的食分是12.08，偏食維持了105分，全食維持47分。

## 基本參數
- 類型：月全食
- 食甚資料：
  - 日期：1913年3月22日
  - 時間：11:58
  - 月球位置：赤經12.08度、赤緯-0.4度
  - 食分：半影食分：2.559、全影食分：1.574
  - 持續時間：偏食105分、全食47分

## 外部連結
- NASA月食專頁（页面存档备份，存于）（英文）